# Axel Thayssen
Axel Thayssen (ur. 22 lutego 1885 w Sorø, zm. 31 stycznia 1952 w Gentofte) – tenisista reprezentujący Danię. Startował na igrzyskach w Sztokholmie (1912) w turnieju singlowym na korcie otwartym i turnieju deblowym na korcie otwartym w parze z Aage Madsenem. Sześciokrotnie w latach 1909–1917 był mistrzem Danii razem z Poulem Groesem i Ernstem Frigastem. Napisał podręcznik Tennis: praktisk Lærebog.

## Występy na letnich igrzyskach olimpijskich

### Turnieje singlowe
| Igrzyska | Konkurencja                     | 1/64 finału | 1/32 finału                            | 1/16 finału                                | Ćwierćfinał | Półfinał | Finał/Mecz o trzecie miejsce | Klasyfikacja końcowa |
| Igrzyska | Konkurencja                     | Rywal       | Rywal                                  | Rywal                                      | Rywal       | Rywal    | Rywal                        | Klasyfikacja końcowa |
| -------- | ------------------------------- | ----------- | -------------------------------------- | ------------------------------------------ | ----------- | -------- | ---------------------------- | -------------------- |
| LIO 1912 | Turniej singlowy (kort otwarty) | Walkower    | Aage Madsen W 3:1 (6:1, 6:3, 3:6, 6:3) | Charles Winslow P 1:3 (4:6, 6:3, 4:6, 4:6) |             |          |                              | Miejsca 9-16         |

### Turnieje deblowe
| Igrzyska | Konkurencja                             | Partner     | 1/32 finału            | 1/16 finału                   | Ćwierćfinał | Półfinał | Finał/Mecz o trzecie miejsce | Klasyfikacja końcowa |
| Igrzyska | Konkurencja                             | Partner     | Rywal                  | Rywal                         | Rywal       | Rywal    | Rywal                        | Klasyfikacja końcowa |
| -------- | --------------------------------------- | ----------- | ---------------------- | ----------------------------- | ----------- | -------- | ---------------------------- | -------------------- |
| LIO 1912 | Turniej deblowy mężczyzn (kort otwarty) | Aage Madsen | J. Šebek B. Hykš W 3:0 | Ch. Wennergren C. Nylén P 0:3 |             |          |                              | Miejsca 9-16         |